# گواسکا
گواسکا (انگلیسی: Guasca) نام شهری در کشور کلمبیا است.